# Jabberwalky
Jabberwalky ist eine österreichische Pop- und Rock-Band aus dem Bezirk Kitzbühel in Tirol.

## Geschichte
Der Name der 1994 gegründeten Band entstand in Anlehnung an den leidenschaftlich gern singenden Drachen Jabberwocky aus der Zeichentrickserie Alice im Wunderland.
Mit Ausnahme von je zwei Wechseln an Schlagzeug und Gitarre besteht die ursprüngliche Coverband noch in ihrer Urbesetzung und konnte trotz der personellen Veränderungen einen ihr eigenen Stil entwickeln, von dem auch die bisherigen Veröffentlichungen geprägt sind. Mittlerweile tritt die fünfköpfige Band auch regelmäßig im benachbarten Ausland auf.
Zwischen 1997 und 2011 sind insgesamt fünf Alben der Band erschienen. Das bis dato letzte Album mit dem Titel Jabberwalky erschien am 5. Jänner 2010.
Im April 2013 erschien die Single (Musik) Girl like you, welche es bis auf Platz 24 der Austria Top 40 schaffte.

### Bedeutung als Vorgruppe
Aufgrund des hohen regionalen Bekanntheitsgrads wird Jabberwalky häufig als Local Support zur Unterstützung nationaler und internationaler Künstler gebucht, wie auch für internationale Sportveranstaltungen (z. B. im Rahmen des alpinen Skiweltcups auf der Krone-Bühne in der Wintersaison 2004/05 in Flachau und am Semmering).
- Marque in Götzis, Vorarlberg (2001)
- Natural beim Pitztaler Ski-Opening (2002)
- Austropop-Legende Rainhard Fendrich  in Reith im Alpbachtal (2002)
- Christina Stürmer in beim Biathlon-Weltcup Hochfilzen  (2003)

Den größten Erfolg als Vorgruppe feierte die Band als Sieger eines von der Tiroler Krone organisierten Castings und dem daraus resultierenden Auftritt mit Roxette am 1. November 2001 in der Olympiahalle Innsbruck.

## Diskografie
- 1997: Sunday 6 p.m
- 2002: Born AUT
- 2003: Selection especial de music
- 2004: Portrait of ASGAT
- 2010: Jabberwalky
- 2013: Girl Like You